# سيسيل بوستوك
سيسيل بوستوك (بالإنجليزية: Cecil Bostock)‏ هو مصور أسترالي، ولد في 1884 في بريطانيا العظمى في المملكة المتحدة، وتوفي في 1939 في سيدني في أستراليا.